# Теорема Римана — Роха
Теорема Римана — Роха связывает комплексный анализ связных компактных римановых поверхностей с чисто топологическим родом поверхности g, используя методы, которые могут быть распространены на чисто алгебраические ситуации.
Первоначально доказанная Риманом как неравенство Римана, теорема получила свой окончательный вид для римановых поверхностей после работы рано умершего студента Римана Густава Роха.
Позднее теорема была обобщена на алгебраические кривые и на многообразия.

## Предварительные замечания

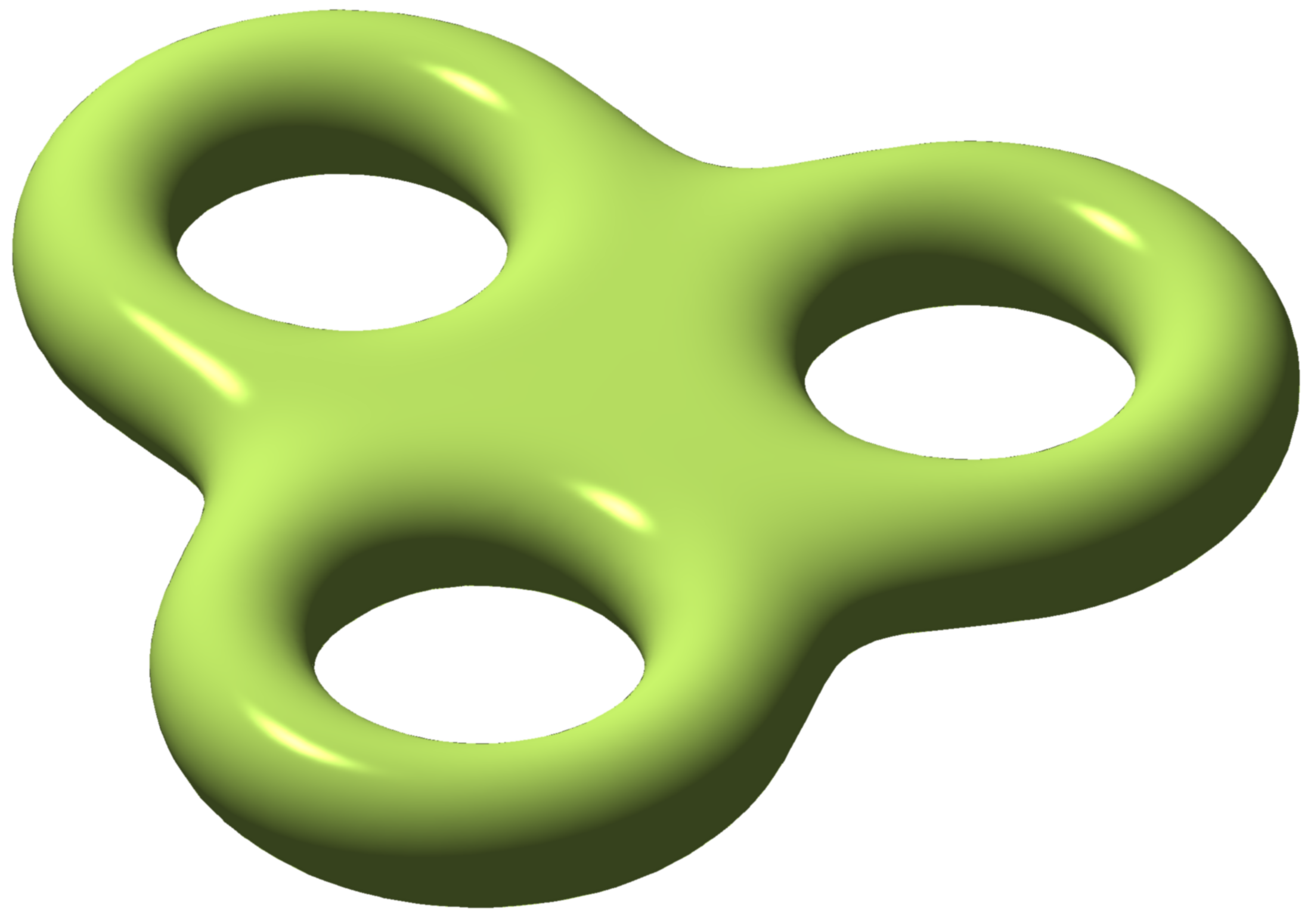
Риманова поверхность рода 3.

Риманова поверхность X является топологическим пространством, которое локально гомеоморфно открытому подмножеству комплексных чисел.
Кроме того, требуется, чтобы функции перехода между этими открытыми подмножествами были голоморфны.
Последнее условие позволяет перенести на поверхность X понятия комплексного анализа, в частности можно говорить о голоморфных и мероморфных функциях на X.
Поверхность X будет предполагаться компактной.
Род g римановой поверхности X — это число ручек поверхности.
Например, род показанной справа римановой поверхности равен трём.
Род можно также определить как половину первого числа Бетти, то есть половина комплексной размерности первой группы сингулярных гомологий H1(X, C) с комплексными коэффициентами.
Род классифицирует компактные римановы поверхности с точностью до гомеоморфизма, то есть две такие поверхности гомеоморфны тогда и только тогда, когда их род совпадает.
С другой стороны, теория Ходжа показывает, что род совпадает с (комплексной) размерностью пространства голоморфных 1-форм на X, так что род кодирует также комплексно-аналитическую информацию о римановой поверхности.
Дивизор D — это элемент свободной абелевой группы, порождённой точками поверхности.
Эквивалентно, дивизор является конечной линейной комбинацией с целыми коэффициентами точек поверхности.
Любая мероморфная функция f даёт дивизор, обозначаемый (f), который определяется как
{\displaystyle (f):=\sum _{z_{\nu }\in R(f)}s_{\nu }z_{\nu }}
где R(f) — множество всех нулей и полюсов функции f, а sν задаётся следующим образом
{\displaystyle s_{\nu }:=a}, если {\displaystyle z_{\nu }} является нулём порядка a, и -a, если {\displaystyle z_{\nu }} является полюсом порядка a.
Известно, что множество R(f) конечно. Это следствие компактности X и того факта, что нули (ненулевой) голоморфной функции не имеют предельных точек. Таким образом, (f) является вполне определённым. Любой дивизор такого вида называется главным дивизором. Два дивизора, отличающиеся на главный дивизор, называются линейно эквивалентными. Дивизор мероморфной 1-формы определяется аналогично. Дивизор глобальной мероморфной 1-формы называется каноническим дивизором (обычно обозначаемым K). Любые две мероморфные 1-формы дают линейно эквивалентные дивизоры, так что канонический дивизор однозначно определён с точностью до линейной эквивалентности.
Символ deg(D) означает степень (изредка называется индексом) дивизора D, то есть сумму коэффициентов, встречающихся в D. Можно показать, что дивизор глобальной мероморфной функции всегда имеет степень 0, так что степень дивизора зависит только от класса линейной эквивалентности.
Число {\displaystyle \ell (D)} является величиной, представляющей главный интерес — размерность (над C) векторного пространства мероморфных функций h на поверхности, таких, что все коэффициенты дивизора (h) + D неотрицательны. Интуитивно, мы можем думать о них как о мероморфных функциях, полюса которых в каждой точке не хуже, чем соответствующие коэффициенты D. Если коэффициент в D в точке z отрицателен, то мы требуем, чтобы h имела нуль степени, не меньшей кратности в точке z, если коэффициент в D положителен, h может иметь полюс не превосходящий этого порядка. Векторные пространства для линейно эквивалентных дивизоров естественно изоморфны через умножение на глобальную мероморфную функцию (которая однозначно определена с точностью до скаляра).

## Утверждение теоремы
Теорема Римана — Роха для компактной римановой поверхности рода g с каноническим дивизором K утверждает, что
{\displaystyle \ell (D)-\ell (K-D)=\deg(D)-g+1.}
Обычно число {\displaystyle \ell (D)} является искомым числом, в то время как {\displaystyle \ell (K-D)} рассматривается как корректирующий член (называемый также индексом специальности), так что теорему можно грубо перефразировать, сказав
размерность − коррекция = степень − род + 1.
Корректирующий член {\displaystyle \ell (K-D)} всегда неотрицателен, так что
{\displaystyle \ell (D)\geq \deg(D)-g+1.}
Это выражение называется неравенством Римана. Вклад Роха в это утверждение заключается в описании возможной разницы между двумя частями неравенства. На римановой поверхности общего вида рода g дивизор K имеет степень 2g — 2. Это можно получить, положив в теореме D = K. В частности, если D имеет степень, не меньшую 2g − 1, корректирующий член равен 0, так что
{\displaystyle \ell (D)=\deg(D)-g+1.}
Есть также некоторое число других тесно связанных теорем — эквивалентная формулировка теоремы с использованием линейных расслоений и обобщение теоремы на алгебраические кривые.

### Примеры
Теорему можно проиллюстрировать путём выбора точки P на рассматриваемой поверхности и рассмотрения последовательности чисел
{\displaystyle \ell (n\cdot P),n\geq 0}
то есть размерности пространства функций, голоморфных всюду, кроме точки P, в которой функции позволено иметь полюс порядка, не превосходящего n. Для n = 0 функции тогда должны быть целыми, т.e. голоморфными на всей поверхности X. По теореме Лиувилля такая функция обязана быть константой. Таким образом, {\displaystyle \ell (0)=1}. В общем случае последовательность {\displaystyle \ell (n\cdot P)} возрастает.

#### Род 0
Сфера Римана (называемая также комплексной проективной прямой) односвязна, а следовательно её первые сингулярные гомологии равны нулю. В частности, её род равен нулю. Сферу можно накрыть двумя копиями C с функцией перехода, задаваемой выражением
{\displaystyle \mathbf {C} ^{\times }\ni z\mapsto 1/z.}
Таким образом, форма ω = dz на одной копии C продолжается до мероморфной формы на сфере Римана — она имеет двойной полюс на бесконечности, поскольку
{\displaystyle d\left({\frac {1}{z}}\right)=-{\frac {1}{z^{2}}}\,dz.}
Тогда её дивизор K := div(ω) = −2P (где P — точка на бесконечности).
Таким образом, теорема утверждает, что последовательность {\displaystyle \ell (n\cdot P)} имеет вид
1, 2, 3, … .
Эту же последовательность можно вывести из теории разложения на элементарные дроби. Обратно, если последовательность начинается таким образом, g должно равняться нулю.

#### Род 1

Тор.

Следующий случай — римановы поверхности рода g = 1, такие как тор C / Λ, где Λ — двумерная решётка (группа, изоморфная Z2). Её род равен единице — её первая группа сингулярных гомологий свободно порождается двумя петлями, как показано на рисунке справа. Стандартная комплексная координата z на C даёт 1-форму ω = dz на X, которая везде голоморфна, то есть вовсе не имеет полюсов. Поэтому K, дивизор ω, равен нулю.
На этой поверхности последовательность будет иметь вид
1, 1, 2, 3, 4, 5 … ;
и это характеризует случай g = 1. Более того, для {\displaystyle D=0,\ell (K-D)=\ell (0)=1}, как было упомянуто выше. Для D = nP с n > 0 степень K − D строго отрицательна, так что корректирующий член равен нулю. Последовательность размерностей можно также вывести из теории эллиптических функций.

#### Род 2 и выше
Для g = 2 последовательностью, упомянутой выше, будет
1, 1, ?, 2, 3, … .
Здесь член ? степени 2 равен 1 или 2 в зависимости от точки. Можно доказать, что на любой кривой рода 2 имеется в точности шесть точек с последовательностью 1, 1, 2, 2, …, а остальные точки имеют последовательность 1, 1, 1, 2, … В частности, кривая рода 2 является гиперэллиптической кривой. Для g > 2 всегда верно, что последовательность большинства точек начинается с g+1 единиц и имеется конечное число точек с другими последовательностями (см. Точки Вейерштрасса).

### Теорема Римана — Роха для линейных расслоений
Используя тесное соответствие между дивизорами и голоморфными линейными расслоениями на римановой поверхности, можно сформулировать теорему в другом, но всё же эквивалентном виде. Пусть L — голоморфное линейное расслоение на X. Пусть {\displaystyle H^{0}(X,L)} обозначает пространство голоморфных сечений L. Это пространство будет конечномерным и эта размерность обозначается как {\displaystyle h^{0}(X,L)}. Пусть K обозначает каноническое расслоение на X. Тогда теорема Римана — Роха утверждает, что
{\displaystyle h^{0}(X,L)-h^{0}(X,L^{-1}\otimes K)=\deg(L)+1-g.}
Теорема из предыдущего раздела является частным случаем, когда L — точечное расслоение.
Теорему можно использовать, чтобы показать, что существуют g голоморфных сечений K или 1-форм на X. Если взять в качестве L тривиальное расслоение, получим {\displaystyle h^{0}(X,L)=1}, поскольку только постоянные функции на X являются голоморфными. Степень L равна нулю и {\displaystyle L^{-1}} является тривиальным расслоением. Тогда
{\displaystyle 1-h^{0}(X,K)=1-g.}
Таким образом, {\displaystyle h^{0}(X,K)=g}, что доказывает, что имеется g голоморфных 1-форм.

### Теорема Римана — Роха для алгебраических кривых
Каждый член в вышеприведённой формулировке теоремы Римана — Роха для дивизоров на римановых поверхностях имеет аналог в алгебраической геометрии. Аналогом римановой поверхности служит неособая алгебраическая кривая C над полем k. Различие в терминологии (кривые вместо поверхностей) возникает, поскольку размерность римановой поверхности как вещественного многообразия равна двум, а как комплексного многообразия — единице. Компактность римановой поверхности обусловлена условием, что алгебраическая кривая полна, что эквивалентно её проективности. Над полем k общего вида не существует хорошего понятия сингулярных (ко)гомологий. Так называемый геометрический род определяется как
{\displaystyle g(C):=\dim _{k}\Gamma (C,\Omega _{C}^{1})}
то есть как размерность пространства глобально определённых (алгебраических) 1-форм (см. Кэлеров дифференциал). Наконец, мероморфные функции на римановой поверхности локально представляются как частные голоморфных функций. Следовательно, они заменяются рациональными функциями, которые локально являются частными регулярных функций. Таким образом, если обозначить через {\displaystyle \ell (D)} размерность (над k) пространства рациональных функций на кривой, полюса которой в каждой точке не хуже соответствующих коэффициентов в D, имеет место та же самая формула, что и выше:
{\displaystyle \ell (D)-\ell (K-D)=\deg(D)-g+1.}
где C — проективная неособая алгебраическая кривая над алгебраически замкнутым полем k. Фактически, та же самая формула выполняется для проективных кривых над любым полем, за исключением того, что при подсчёте степени дивизора необходимо учитывать кратности точек. Наконец, для подходящей кривой над артиновым кольцом, эйлерова характеристика линейного расслоения, ассоциированного с дивизором, задаётся степенью дивизора (должным образом определённой), плюс эйлерова характеристика структурного пучка {\displaystyle {\mathcal {O}}}.
Предположение гладкости в теореме может быть также ослаблено — для (проективной) кривой над алгебраически замкнутым полем, все локальные кольца которой являются кольцами Горенштейна, выполняется то же утверждение, что и выше, за исключением того, что геометрический род заменяется арифметическим родом ga, определяемым как
{\displaystyle g_{a}:=\dim _{k}H^{1}(C,{\mathcal {O}}_{C}).}
(Для гладких кривых геометрический род совпадает с арифметическим.) Теорема была также распространена на общие особые кривые (и многообразия более высокой размерности).

## Доказательство
Утверждение для алгебраических кривых можно доказать с помощью двойственности Серра. Целое число I(D) является размерностью пространства глобальных сечений линейного расслоения {\displaystyle {\mathcal {L}}(D)}, ассоциированного с D. В терминах когомологий пучков, мы имеем поэтому {\displaystyle I(D)=\mathrm {dim} \ H^{0}(X,{\mathcal {L}}(D))} и, таким же образом, {\displaystyle I({\mathcal {K}}_{X}-D)=\dim H^{0}(X,\omega _{X}\otimes {\mathcal {L}}(D)^{\vee })}. Однако двойственность Серра для неособых проективных многообразий в частном случае кривой утверждает, что {\displaystyle H^{0}(X,\omega _{X}\otimes {\mathcal {L}}(D)^{\vee })} изоморфно двойственному пространству {\displaystyle \simeq H^{1}(X,{\mathcal {L}}(D))^{\vee }}. Левая часть тогда равна эйлеровой характеристике дивизора D. Если D = 0, мы находим эйлерову характеристику структурного пучка, которая равна {\displaystyle 1-g} по определению. Для доказательства теоремы для общих дивизоров, можно добавлять точки одну за другой к дивизору и удалять некоторые и доказать, что эйлерова характеристика преобразуется согласно правой стороне.
Теорема для компактных римановых поверхностей может быть выведена из алгебраической версии с помощью теоремы Чжоу и принципа GAGA (Géometrie Algébrique et Géométrie Analytique). Фактически, любая компактная риманова поверхность определяется алгебраическими уравнениями в некотором комплексном проективном пространстве. (Теорема Чжоу утверждает, что любое замкнутое аналитическое подмногообразие проективного пространства определяется алгебраическими уравнениями, а принцип GAGA утверждает, что когомологии пучков алгебраического многообразия те же самые, что и когомологии пучков аналитического многообразия, определённого некоторыми уравнениями).

## Приложения
Неприводимая плоская алгебраическая кривая степени d имеет {\displaystyle (d-1)(d-2)/2-g} особых точек, если считать подходящим образом. Отсюда следует, что если кривая имеет {\displaystyle (d-1)(d-2)/2} различных особых точек, это рациональная кривая и, допускающая рациональную параметризацию.
Формула Римана — Гурвица, относяющаяся к (разветвлённым) отображениям между римановыми поверхностями или алгебраическими кривыми, является следствием теоремы Римана — Роха.
Теорема Клиффорда о специальных дивизорах является также следствием теоремы Римана — Роха. Она утверждает, что для специального дивизора (то есть такого, что {\displaystyle \ell (K-D)>0}), удовлетворяющего условию {\displaystyle \ell (D)>0}, выполняется следующее:
{\displaystyle \ell (D)\leq {\frac {\deg D}{2}}+1.}

## Обобщения теоремы Римана — Роха
Теорему Римана — Роха для кривых доказали для римановых поверхностей Риман и Рох в 1850-х годах, а для алгебраических кривых доказал Фридрих Карл Шмидт в 1931 году, работая с совершенными полями конечной характеристики. Согласно Петру Рокетту:
Первое большое достижение Ф. К. Шмидта — открытие факта, что классическая теорема Римана — Роха на компактных римановых поверхностях может быть перенесена на поле функций с конечным базовым полем. Фактически, его доказательство теоремы Римана — Роха работает для произвольных совершенных базовых полей, не обязательно конечных.
Теорема является фундаментальной в том смысле, что более поздняя теория для кривых пытается усовершенствовать информацию, получаемую из теоремы (например, в теории Брилля — Нётера).
Имеются версии для более высоких размерностей (при подходящем понятии дивизора или линейного расслоения). Их формулировка зависит от разбиения теоремы на две части. Первая, теперь называемая двойственностью Серра, интерпретирует член {\displaystyle \ell (K-D)} как размерность первой группы когомологий пучков. При {\displaystyle \ell (D)}, равном размерности нулевой группы когомологий или пространства сечений, левая часть теоремы становится эйлеровой характеристикой, а правая часть становится формулой вычисления её как степени, исправленной согласно топологии римановой поверхности.
В алгебраической геометрии размерности два такая формула была найдена геометрами итальянской школы. Теорема Римана — Роха для поверхностей была доказана (существует несколько версий, первое доказательство принадлежит Максу Нётеру). Такое положение вещей сохранялось примерно до 1950 года.
Обобщение для n-мерных многообразий, теорема Хирцебруха — Римана — Роха, было доказано Фридрихом Хирцебрухом как приложение характеристических классов из алгебраической топологии. На Хирцебруха повлияла работа Кунихико Кодайра. Примерно в то же время Жан-Пьер Серр дал общую форму двойственности, как мы её теперь знаем.
Александр Гротендик доказал далеко идущее обобщение в 1957 году, известное сейчас как теорема Гротендика — Римана — Роха. Его работа даёт другое толкование теоремы Римана — Роха, не как теоремы о многообразии, а как теоремы о морфизме между двумя многообразиями. Детали доказательства опубликовали Борель и Серр в 1958 году.
Наконец, общая версия была также найдена в алгебраической топологии. Эти исследования, в основном, проведены между 1950 и 1960 годами. После этого теорема Атьи — Зингера об индексе открыла другие пути обобщения.
Результатом является факт, что эйлерова характеристика (когерентного пучка) иногда вполне вычислима. Если требуется вычислить отдельный член суммы, должны быть использованы другие аргументы, такие как теоремы об обращении в нуль.